# Vandœuvre Nancy Volley-Ball 2017-2018
Questa voce raccoglie le informazioni riguardanti il Vandœuvre Nancy Volley-Ball nelle competizioni ufficiali della stagione 2017-2018.

## Organigramma societario
Area direttiva
- Presidente: Serge Raineri

Area tecnica
- Allenatore: Radoslav Arsov
- Allenatore in seconda: Florentina Nedelcu

## Rosa
| N° | Nome                 | Ruolo | Data di nascita   | Nazionalità sportiva |
| -- | -------------------- | ----- | ----------------- | -------------------- |
| 1  | Rosane Maggioni      | P     | 4 gennaio 1992    | Brasile              |
| 2  | Bruna Pezelj         | S     | 15 gennaio 1999   | Francia              |
| 5  | Adeline Aubry        | P     | 16 dicembre 1998  | Francia              |
| 6  | Manon Bernard        | L     | 23 gennaio 1995   | Francia              |
| 7  | Alexia Djilali       | S     | 27 ottobre 1987   | Francia              |
| 9  | Amanda Benson        | L     | 9 marzo 1995      | Stati Uniti          |
| 10 | Nina Kocić           | O     | 11 giugno 1993    | Serbia               |
| 11 | Lorena Sipić         | C     | 11 novembre 1990  | Croazia              |
| 12 | Isaline Sager-Weider | C     | 5 luglio 1988     | Francia              |
| 13 | Manon Henry          | P     | 11 agosto 2000    | Francia              |
| 14 | Chloe Mayer          | C     | 28 luglio 1997    | Francia              |
| 17 | Rusena Slancheva     | L     | 23 agosto 1986    | Bulgaria             |
| 19 | Petra Kojdová        | S     | 23 settembre 1993 | Rep. Ceca            |